# Kamienica przy ulicy Wojska Polskiego 2 w Raciborzu
Kamienica przy ulicy Wojska Polskiego 2 – zabytkowa czterokondygnacyjna, mieszkalno-handlowa, eklektyczna kamienica z elementami neorenesansu znajdująca się w Raciborzu, przy ulicy Wojska Polskiego 2.

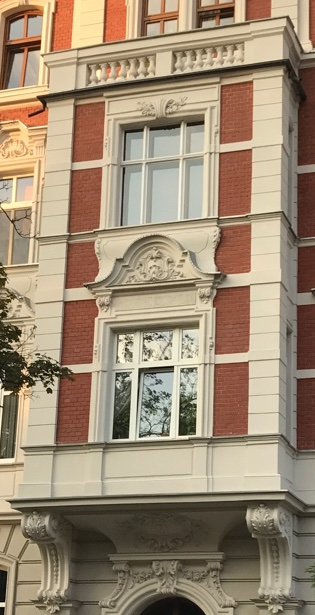
Prostokątny wykusz wsparty na kroksztynach, a także widoczny balkon

Kamienica powstała w latach 1890-1900 i znajduje się w zabudowie linii ulicy między kamienicą przy pl. Wolności 11 a kamienicą przy ul. Wojska Polskiego 4a. 
Kamienica wykonana w stylu eklektycznym z elementami neorenesansu. Budynek murowany z czerwonej cegły, częściowo tynkowana, widoczny zachowany detal architektoniczny. W centrum elewacji frontowej budynku znajduje się płytki, prostokątny wykusz, który wspiera się na kroksztynach, a całość została zwieńczona balkonem z balustradą. 

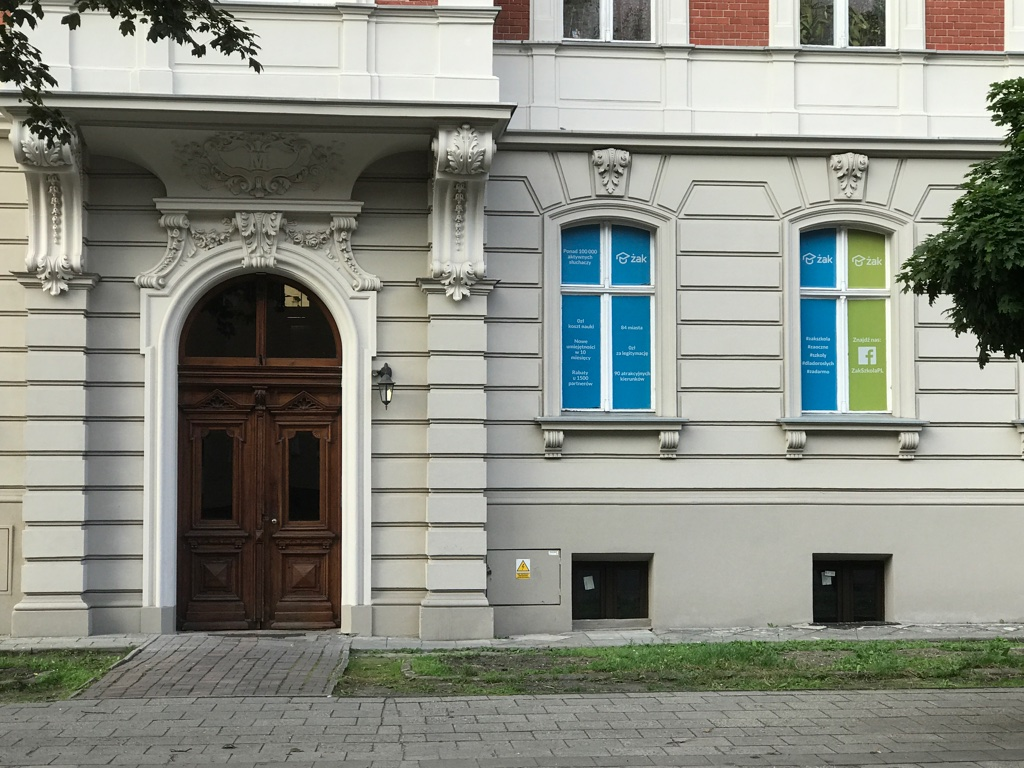
Boniowany parter kamienicy wraz z wejściem posiadającym półkolisty, profilowany portal

Parter jest boniowany, natomiast trzy wyższe kondygnacje są licowane czerwoną cegłą. Wejście na parterze posiada półkolisty, profilowany portal, który spina zwornik z motywem roślinnym. Całość budynku zwieńczona gzymsem koronującym, który jest wsparty na ozdobnych kroksztynach. W gzymsie znajdują się z okrągłe okna w ozdobnych obramieniach. 
Okna na parterze posiadają lekko półkoliste u góry obramienia, nad którymi znajdują się zworniki z motywem roślinnym, a parapety zostały podparte kroksztynami. Okna na pierwszym piętrze znajdują się w prostokątnych obramieniach, które wieńczą naczółki wypełnione kartuszami. Okna na drugim piętrze znajdują się w prostokątnych obramieniach, które wieńczą naczółki wypełnione muszlami. Okna na trzecim piętrze posiadają lekko półkoliste u góry obramienia nad którymi znajduje się zwornik z motywem roślinnym i oddzielone są dodatkowo pilastrami. 

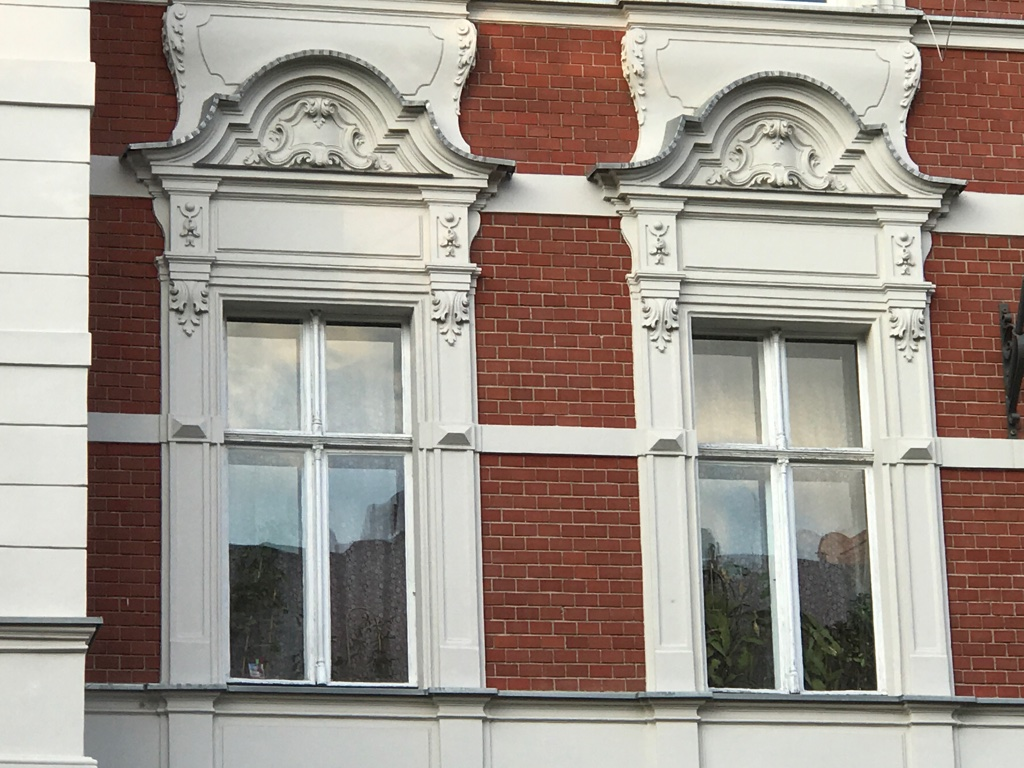
Pierwsze piętro licowane czerwoną cegłą wraz z oknami w ozdobnych obramieniach z naczółkami wypełnionymi kartuszami
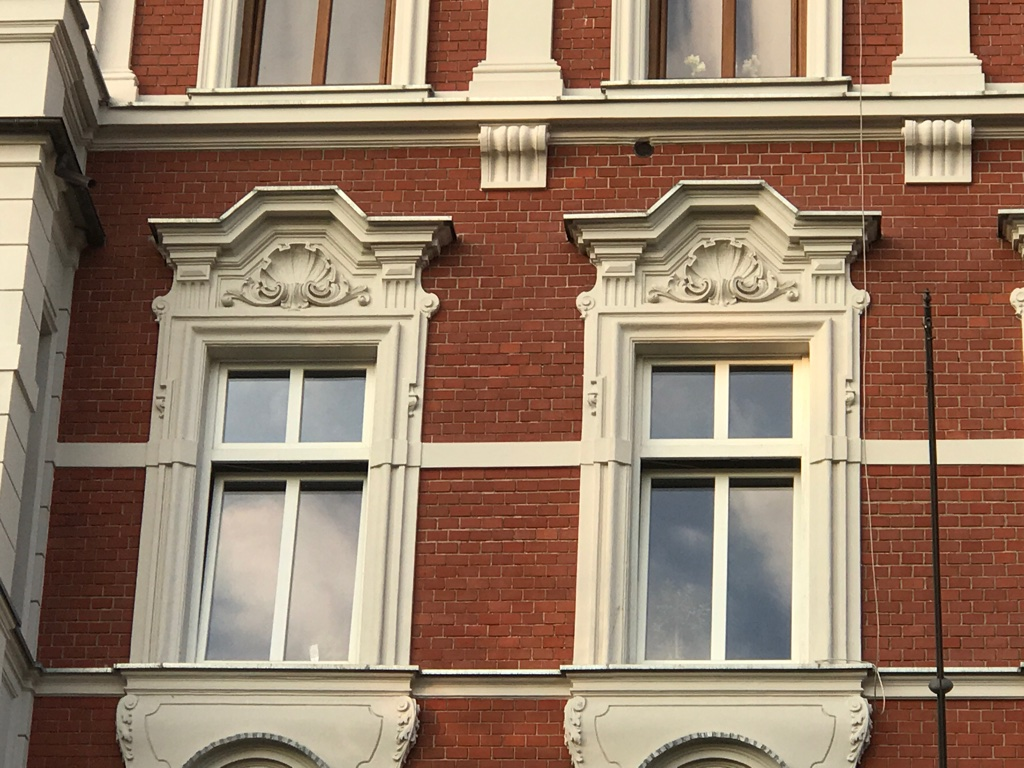
Drugie piętro wraz z oknami z naczółkami wypełnionymi muszlami
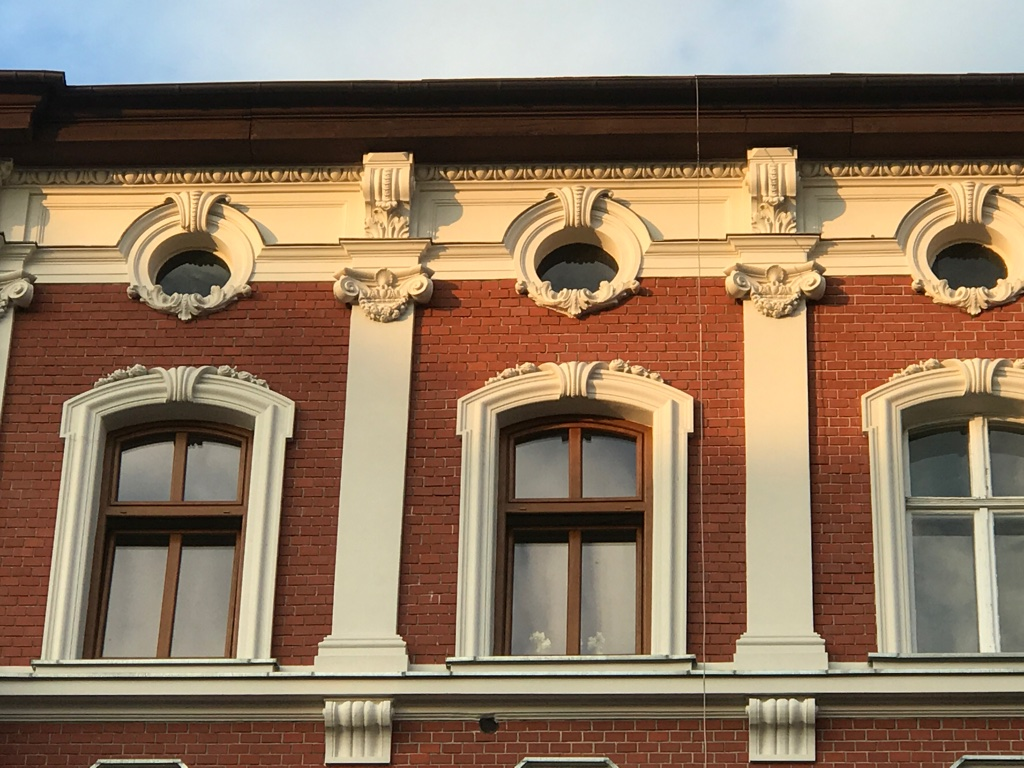
Trzecie piętro wraz z oknami z naczółkami wypełnionymi muszlami, które oddzielają pilastry. Powyżej gzyms wsparty na kroksztynach oraz półokrągłe okna

21 lipca 2015 roku budynek wpisano do rejestru zabytków pod numerem A/453/15.